# Bisimbre
Bisimbre – gmina w Hiszpanii, w prowincji Saragossa, w Aragonii, o powierzchni 11,22 km². W 2011 roku gmina liczyła 99 mieszkańców.